# Recopa de la Concacaf
La Recopa de la Concacaf (en inglés: CONCACAF Cup Winners Cup), oficialmente torneo de Ganadores de Copa de la Concacaf, era una competición internacional oficial de fútbol, que se disputaba anualmente entre clubes de fútbol pertenecientes a la Concacaf.
Se realizó desde 1991 hasta 1995, siendo de 1996 hasta 1998 que las últimas tres ediciones fueron abandonadas. Se disputaba entre los ganadores de Copa de cada país, esto planteó un problema ya que algunos países que participaban no poseían Copa nacional.
Las últimas tres competiciones fueron abandonadas y nunca acabadas.

## Historia
En el año de 1991, la Confederación de Norteamérica, Centroamérica y el Caribe de fútbol (Concacaf) hizo una reestructuración y creó la Copa Oro, la Copa Uncaf Centroamericana y la Recopa de la Concacaf, este último se inventó para juntar a los campeones de los Torneos de Copa de algunos países afiliados a la Concacaf y dar competitividad a los equipos centroamericanos y caribeños ya que los clubes de norteamericanos estaban más desarrollados futbolísticamente.
El torneo inició el 9 de noviembre y finalizó dos meses después. El primer campeón fue el club salvadoreño Club Deportivo Atlético Marte, esto en una cuadrangular final jugada en el Estadio Mateo Flores de la Ciudad de Guatemala. Fue el campeón gracias a la diferencia de gol ya que empató en puntos con el Comunicaciones guatemalteco; Atlético Marte tuvo +3 y el club chapín +1.
La edición siguiente se jugó con el mismo formato y comenzó el 10 de noviembre de 1992 y culminó el 1 de agosto de 1993. La ronda final se jugó en Los Ángeles y el ganador fue el Club de Fútbol Monterrey; se coronó con 5 puntos por un punto encima del Real España hondureño.
Para la siguiente edición se utilizó una ronda preliminar entre clubes caribeños y posteriormente hubo cuartos de final, semifinal, tercer lugar y la gran final. El torneo inició el 12 de noviembre de 1993 y finalizó el 4 de diciembre de 1994. Los partidos de semifinales, tercer lugar y la final se disputaron en Miami, Florida, Estados Unidos y el campeón fue el Club Necaxa de México derrotando en la final al Aurora de Guatemala.
La cuarta edición de la Recopa inició el 19 de abril de 1995 y finalizó el 4 de abril del año siguiente y participaron el campeón y subcampeón de las Antillas Neerlandesas, siendo esta la única vez que participaron dos clubes de un mismo país. El equipo campeón fue el desaparecido club mexicano Tecos de la Universidad Autónoma de Guadalajara, quien derrotó en la final al Luis Ángel Firpo de El Salvador, por marcador de dos goles a uno. Los partidos de semifinales, tercer lugar y la final se disputaron en Santa Ana, California.
Para la edición de 1996, se vinieron los problemas ya que se jugó entre noviembre de ese año y junio del posterior año. La ronda final volvería a ser una cuadrangular final y no hubo un campeón porque el torneo fue cancelado y los 4 equipos que calificaron a la cuadrangular clasificaron a la edición siguiente. La edición siguiente iba bien y la final se jugaría entre el Club Necaxa y el Club Deportivo Olimpia de Honduras en abril de 1998 pero estos equipos nunca la jugaron por lo que el torneo volvió a quedar sin un campeón. La última edición se jugaría con dos grupos, el grupo A y el grupo B. En el grupo A, el vencedor fue el Club Deportivo Águila y el grupo B lo jugarían el Tauro FC de Panamá, CS Herediano de Costa Rica, Diriangén FC de Nicaragua y CD Platense de Honduras, pero el torneo fue abandonado por tercera edición consecutiva.
Después de estas tres ediciones abandonadas y canceladas, no se volvió hacer este torneo.

## Historial
| Año         | Campeón                                                            | Resultado                                                          | Subcampeón                                                         | Tercer lugar                                                       | Cuarto lugar                                                       | Clubes participates |
| ----------- | ------------------------------------------------------------------ | ------------------------------------------------------------------ | ------------------------------------------------------------------ | ------------------------------------------------------------------ | ------------------------------------------------------------------ | ------------------- |
| 1991-92     | Atlético Marte · El Salvador                                       | Liga                                                               | Comunicaciones · Guatemala                                         | Leones Negros · México                                             | Racing Gonaives Haití                                              | 9                   |
| 1992-93     | Monterrey · México                                                 | Liga                                                               | Real España Honduras                                               | Luis Ángel Firpo · El Salvador                                     | Suchitepéquez · Guatemala                                          | 12                  |
| 1993-94     | Necaxa · México                                                    | 3 - 0                                                              | Aurora · Guatemala                                                 | Real Maya Honduras                                                 | Lambada Barbados                                                   | 17                  |
| 1994-95     | No se disputó                                                      | No se disputó                                                      | No se disputó                                                      | No se disputó                                                      | No se disputó                                                      |                     |
| 1995-96     | Estudiantes Tecos · México                                         | 2 - 1                                                              | Luis Ángel Firpo · El Salvador                                     | Marathón Honduras                                                  | Jong Colombia Antillas Neerlandesas                                | 12                  |
| 1995-96 *   | Richmond Kickers vs Olimpia vs CSD Municipal vs Sirocco Les Abymes | Richmond Kickers vs Olimpia vs CSD Municipal vs Sirocco Les Abymes | Richmond Kickers vs Olimpia vs CSD Municipal vs Sirocco Les Abymes | Richmond Kickers vs Olimpia vs CSD Municipal vs Sirocco Les Abymes | Richmond Kickers vs Olimpia vs CSD Municipal vs Sirocco Les Abymes | 9                   |
| 1996-97     | No se disputó                                                      | No se disputó                                                      | No se disputó                                                      | No se disputó                                                      | No se disputó                                                      |                     |
| 1997-98 **  | Olimpia vs Necaxa                                                  | Olimpia vs Necaxa                                                  | Olimpia vs Necaxa                                                  | Platense vs Cruz Azul                                              | Platense vs Cruz Azul                                              | 9                   |
| 1998-99 *** | Edición inconclusa                                                 | Edición inconclusa                                                 | Edición inconclusa                                                 | Edición inconclusa                                                 | Edición inconclusa                                                 | 8                   |

* Se disputaron 2 Ediciones casi al mismo tiempo lo que provocó que una fuera abandonada antes de realizar la ronda final, sin embargo los 4 equipos clasificados a la ronda final, fueron clasificados automáticamente a la Recopa de la Concacaf 1997-98.
** Olimpia y Necaxa debían jugar la final, mientras que Platense y Cruz Azul el partido por el tercer lugar, al no poder realizar ambos encuentros el torneo fue declarado inconcluso.
*** El torneo fue abandonado aunque en esta ocasión solo se llegó a efectuar la fase clasificatoria en Centroamérica.

## Palmarés

### Títulos por equipo
| Equipo                 | Títulos | Subtítulos | Años campeón | Años subcampeón |
| ---------------------- | ------- | ---------- | ------------ | --------------- |
| C. D. Atlético Marte   | 1       | 0          | 1991-92      |                 |
| C. F. Monterrey        | 1       | 0          | 1992-93      |                 |
| C. Necaxa              | 1       | 0          | 1993-94      |                 |
| Tecos F. C.            | 1       | 0          | 1995-96      |                 |
| Comunicaciones F. C.   | 0       | 1          |              | 1991-92         |
| R. C. D. España        | 0       | 1          |              | 1992-93         |
| Aurora F. C.           | 0       | 1          |              | 1993-94         |
| C. D. Luis Ángel Firpo | 0       | 1          |              | 1995-96         |

### Títulos por país
| País        | Títulos | Subtítulos | Clubes campeones                         |
| ----------- | ------- | ---------- | ---------------------------------------- |
| México      | 3       | 0          | C.F. Monterrey, Club Necaxa y Tecos F.C. |
| El Salvador | 1       | 1          | C.D. Atlético Marte                      |
| Guatemala   | 0       | 2          |                                          |
| Honduras    | 0       | 1          |                                          |

## Datos y estadísticas

### Equipos
- Mayor cantidad de títulos obtenidos:  Atlético Marte,  Monterrey,  Necaxa y  Tecos UAG con 1 cada uno respectivamente.
- Mayor cantidad de subcampeonatos:  Comunicaciones,  Real España,  Aurora y  Luis Ángel Firpo con 1 cada uno respectivamente.
- Mayor cantidad de partidos ganados:  Monterrey con 5.
- Mayor cantidad de partidos perdidos:  Suchitepéquez con 4.
- Mayor cantidad de goles convertidos:  Luis Ángel Firpo con 28.
- Menor cantidad de goles recibidos: Suchitepéquez con 29.
- Mayor cantidad de finales disputadas:  Necaxa,  Aurora,  Tecos UAG y  Luis Ángel Firpo con 1 cada uno respectivamente
- Campeones invictos:
  -  Necaxa en 1994.
  -  Tecos en 1995

### Goles
- Mayores goleadas. Los partidos donde se han conseguido las mayores goleadas del torneo son:
  - Comunicaciones  15-0  Real Estelí (1991)
  - Marathón  12-0  Jong Colombia (1995)
  - Real España  8-0  Suchitepéquez (1993)
  - Luis Ángel Firpo  8-0  San Marcos (1995)
  - Luis Ángel Firpo  8-0  Jong Colombia (1995)
  - Saprissa  8-1  Real Estelí (1991)
- Jugador con más goles en un partido:
  -  Ottavio Santana marcó 7 goles frente al Jong Colombia de las Antillas Neerlandesas en 1995.
- Mayor cantidad de goles en un empate: 
  - Saprissa  3-3  Comunicaciones (1991)
- Partido con más goles: 
  - Comunicaciones  15-0  Real Estelí (15 goles) en 1991.